# Wallace (Nebraska)
Wallace je selo u američkoj saveznoj državi Nebraska. Prema popisu stanovništva iz 2010. u njemu je živjelo 366 stanovnika.